# Catharsius dux
Catharsius dux är en skalbaggsart som beskrevs av Edgar von Harold 1878. Catharsius dux ingår i släktet Catharsius och familjen bladhorningar. Inga underarter finns listade.